# Буромка (Черниговская область)
Буро́мка (укр. Бурімка) — село, Ичнянская городская община, Прилукский район, Черниговская область, Украина.
Код КОАТУУ — 7421782001. Население по переписи 2001 года составляло 837 человек.

## Географическое положение
Село Буромка находится у истоков реки Бурымня, на расстоянии в 4 км от города Ичня. Рядом проходят автомобильные дороги Т-2515 и Т-2524.

## История
- Вблизи села обнаружены раннеславянское поселение первых веков нашей эры и городище северян (VIII—IX вв.).
- Первое упоминание о селе Буромка относится к 1629 году.
- В 1659 году село было сожжено ордынцами.

## Экономика
- «Буримка», сельскохозяйственное ЧП.

## Объекты социальной сферы
- Школа.
- Детский сад.
- Дом культуры.
- Фельдшерско-акушерский пункт.

## В Буромке родились
- Басанец Пётр Алексеевич — украинский живописец и график, Народный художник Украины.